# Epidius pallidus
Epidius pallidus là một loài nhện trong họ Thomisidae.
Loài này thuộc chi Epidius. Epidius pallidus được Tord Tamerlan Teodor Thorell miêu tả năm 1890.